# Kunchit Senyasaen
Kunchit Senyasaen (thailändisch ครรชิต เสนยะแสน, * 12. Juli 1993 in Nong Khai) ist ein thailändischer Fußballspieler.

## Karriere
Kunchit Senyasaen erlernte das Fußballspielen in der Jugendmannschaft vom Nong Khai FT. Hier unterschrieb er 2012 auch seinen ersten Vertrag. Der Verein aus Nong Khai spielte in der dritten Liga des Landes, der damaligen Regional League Division 2. Hier trat man in der North/Eastern Region an. 2015 wechselte er zum Ligakonkurrenten Ubon UMT United nach Ubon Ratchathani. Mit dem Klub wurde er Vizemeister der North/Eastern Region. In den Aufstiegsspielen zur zweiten Liga belegte man den ersten Platz. Nach dem Aufstieg nahm ihn Anfang 2016 der Erstligist Army United aus Bangkok unter Vertrag. Für die Army spielte er in der Hinserie einmal in der ersten Liga. Zur Rückserie kehrte er wieder zu Ubon zurück. Ende der Saison wurde er mit Ubon Vizemeister der zweiten Liga und stieg in die erste Liga auf. Für Ubon spielte er noch die Hinserie der Saison 2017. Hier kam er in der ersten Liga nicht zum Einsatz. Zur Rückserie wechselte er bis zum Saisonende zum Yasothon FC. Mit dem Verein aus Yasothon spielte er in der vierten Liga, der Thai League 4, in der North/Eastern Region. Nach der Ausleihe kehrte er nach Ubon zurück. Nachdem sein Vertrag nicht verlängert worden war, war er von Dezember 2017 bis Dezember 2018 vertrags- und vereinslos. Der Ubon Kruanapat FC, ein Drittligist aus Ubon Ratchathani, nahm ihn im Januar 2019 unter Vertrag. Hier spielte er bis 2020. Nach Vertragsende in Ubon spielte er beim Amateurligisten Aidinsport Thailand FC.

## Erfolge
Ubon UMT United
- Regional League Division 2 – North/East: 2015 (Vizemeister)  ▲
- Thai Premier League Division 1: 2016 (Vizemeister)  ▲